# 東京相和銀行
株式会社東京相和銀行（とうきょうそうわぎんこう）は、かつて存在した第二地方銀行である。本店は東京都港区赤坂に置いていた。

## 第二地銀のトップバンク
山梨県北巨摩郡安都玉村（現：北杜市）に生まれた実質的創業者の長田庄一（1922年7月2日 - 2010年2月15日）が、国鉄職員、応召を経て、戦後の混乱に乗じて得た資金を元手に1949年6月、西新宿の淀橋浄水場近辺に日掛け金融会社「平和勧業」を設立。その後金融当局が、合併・統合に応じた金融会社には無尽業法の正式な免許を与える方針を示したことから、1950年2月、平和勧業、東京殖産、東京興産の3社が合同して東京協和殖産無尽株式会社を設立。翌1951年10月、相互銀行法の制定・施行によって東京相互銀行として発足した。
東京相互銀発足時、長田は常務であったが、都銀からの買収攻勢や内紛、さらに行内のモラルハザードをみかねた大蔵省が天下りによって新社長を送り込もうと画策するも、それらを跳ね除け1969年5月、46歳で社長に就き、ファミリー企業を介して東京相互銀の株式を買い占め銀行オーナーの地位を盤石なものとした。しかし、営業店にゴルフ会員権やロイヤルゼリー販売の口利きをさせていたことが国会で問題となり、1975年には会長に退くも、引き続きワンマン体制を維持した。その後も長田は法に抵触しかねない、淡島ホテル、長泉山荘（現・ウィンダムガーデン長泉）、東京湾トロットクルーズといったファミリー企業の経営するゴルフ場やリゾート施設の会員権を行員に融資と組み合わせて顧客に販売させるなど、公私混同も目立っていた。　　　　　　　　
出身地である山梨県は、かつて東武鉄道の根津嘉一郎、若尾銀行・東京電灯の若尾逸平、山一證券の小池国三などを輩出し、財界において俗に甲州財閥と呼ばれる一派を形成していた。長田もこうした地縁を最大限に利用し、また池田勇人元首相ら政治家の知遇を得て、中央政界や大蔵省などにも強い繋がりを持ったとされる。本店を持つ第二地方銀行がない山梨県では、東京相和銀行は県外から進出していた金融機関では最も多い5支店を置いていた。
長田は手記で、「銀行が、経済界で大きな顔をしていることが間違い。私たちは実業の手伝いをするわき役」と述べていたが、実態はファミリー企業や、交友関係のある不動産会社やアイチなどのノンバンクに対する不透明な融資に傾斜し、「東京・銀座や赤坂の飲食店のメーンバンク」と言われた。また、三井銀行と親密な関係にあったことから、度々合併が噂され、その合意寸前までいったこともある。しかし、長田自身が要求したポストは「新・三井銀行代表取締役会長」職であったため、三井側が難色を示しご破算になった。
1989年2月、普通銀行への転換により東京相和銀行となり、「東の東京相和、西の兵庫銀行」と呼ばれ、資金量などを巡って第二地銀トップの座を競った。奇しくも両行とも後に経営破綻・営業譲渡の道を歩むこととなる。

## バブル崩壊から経営破綻へ
バブル景気が崩壊すると、東京相和銀行も経営不安がささやかれるようになり、1997年より2年の計3回、総額950億円に及ぶ増資を行った。しかしその3割は、取引のある消費者金融業者に増資分を経由させて、関連会社3社に迂回融資したものであり、後に裁判において架空増資との判決に至る。ただし、融資には何れも実態のある担保が設定されていたことが裁判で明らかにされている。弁護側は、「検察側が債務の帳消しを餌に消費者金融業者に見せ掛け融資であったとの偽証をそそのかした」と主張。弁護側証人となった消費者金融の社長は、供述調書を全面撤回し、涙ながら担保を入れた実態融資であったと証言しており、本事件がバブル崩壊後に金融監督庁が検察庁と手を組んで実施した国策捜査の1つとの見方もある。
1998年に入り長田と個人的なつながりがあった三井埠頭、ヤオハン等が相次いで破綻。その後の金融監督庁の金融検査の結果、1998年9月期で1189億円もの債務超過が公表された。株価下落に加え、経営不安から2000億円近い預金流出が止まらず、増資手段も力尽きていた。
1999年6月12日、金融再生委員会が東京相和銀行に金融整理管財人による業務及び財産の管理を命じ破綻認定した。時同じくして国民銀行、幸福銀行、新潟中央銀行といった、オーナー色の強い第二地方銀行が相次いで破綻しており、「ワンマン経営の結果、不良債権が積み上がる」マイナス面を印象づけた。2000年5月11日警視庁捜査2課・東京地検特捜部は不正増資疑惑で長田ら旧経営陣6人を逮捕。2003年2月、東京地裁は長田に、懲役3年・執行猶予5年の有罪判決を言い渡した。翌04年、長田は弁護士の助言によって、東京高裁への控訴を取り下げ、一審判決が確定した。
2000年6月27日、米国のアジア・リカバリー・ファンドが中心となって組成の（仮称）「日本さわやかパートナーズ社」が創設する銀行持株会社傘下の新設銀行子会社の一つに同行の営業譲渡を行う基本合意書が締結された。2001年6月11日、アメリカの投資ファンド会社であるローンスターが設立した、株式会社東京スター銀行に営業譲渡した。同年7月23日付で金融機能の再生のための緊急措置に関する法律第22条に基づく裁判所の許可決定により解散、以後は清算会社となり、清算に9年近くもの歳月を要した末、2010年3月11日付で清算が終了し、完全消滅している。
なお、東京相和銀行の破綻処理には金銭贈与や債権買い取りで約8000億円の公的資金が使われている。
2001年には、実質子会社の東総（旧・相和不動産）が自己破産した。

## 沿革
- 1949年（昭和24年）：東京興産株式会社、東京殖産株式会社、平和勧業株式会社設立。
- 1950年（昭和25年）：東京興産株式会社、東京殖産株式会社、平和勧業株式会社3社の業務継承のため東京協和殖産無尽株式会社設立。
- 1951年（昭和26年）
  - 1月、東京殖産無尽株式会社と商号変更。
  - 10月、株式会社東京相互銀行と商号変更。
- 1953年（昭和28年）：東都医師信用組合設立。
- 1956年（昭和31年）：東京慈光信用組合設立。
- 1961年（昭和36年）：東京慈光信用組合、東京貯蓄信用組合と改称。
- 1970年（昭和45年）：東京貯蓄信用組合を合併。
- 1974年（昭和49年）：東都医師信用組合を合併。
- 1989年（平成元年）：金融機関の合併及び転換に関する法律（昭和43年法律第86号）に基づく認可により普通銀行に転換し、株式会社東京相和銀行と商号変更。
- 1999年（平成11年）：金融再生委員会により、金融整理管財人による業務および財産の管理を命ずる処分を受ける（事実上の破綻）。
- 2001年（平成13年）：アメリカの投資ファンド会社ローンスターが設立した、株式会社東京スター銀行に営業譲渡。
- 2004年（平成16年）：長田庄一被告は、東京高裁への控訴を取り下げ、懲役3年・執行猶予5年の一審判決が確定。

## その他
普通銀行転換後の商号を「東京相和銀行」とした理由の一つに、略称を相互銀行時代と同じ「東京相銀」とする目的があったとされる。また、同様の改称を行った第二地銀として広島総合銀行（旧広島相互銀行、略称は普銀転換前後で共に「ヒロソー」、現：もみじ銀行）が挙げられる。
長田は個人的にフランスに人脈をもち、レジョンドヌール勲章を受章、ジャック・シラク前大統領と親密だと喧伝していた。東京相和銀行破綻後の2002年、仏国諜報機関対外治安総局（DGSE）が、長田との関係を調べる動きを見せていたと報道されたことがある。
また、2007年5月には、シラクが同行に口座を所有し、謎の「文化財団」から定期的に巨額の振込みを受け、預金残高が3億フラン（約65億円）に達していたとする情報当局者の証言が報道された。さらに、前述の疑惑は同年5月のフランス大統領選挙が終了した直後にも「大統領退任により免責特権が無くなったシラクに司直が及ぶのではないか?」、との報道がなされている。
1967年8月、板橋支店において1億円の小切手がすり替えられる事件が発生。金融ブローカーが指名手配された。